# Ricardo Urgoiti
Ricardo Urgoiti Somovilla (Zalla, 26 de juliol de 1900 - Hondarribia, 14 de setembre de 1979) va ser un empresari de la comunicació basc.

## Biografia
Fill de Nicolás María de Urgoiti. Després de finalitzar la carrera d'enginyeria de camins a Madrid el 1921, es trasllada als Estats Units per completar els seus estudis. Paral·lelament, s'inicia al món de l'esport i arriba a ser campió d'Espanya d'esquí i motonàutica.
Després de tornar a Espanya funda la revista Radio Ciencia Popular, i el 1924 es converteix en el principal promotor de la creació de l'emissora Unión Radio, embrió de la futura Cadena SER. Amb tan sols 25 anys és nomenat director de la cadena. En els anys trenta es posa al capdavant de l'empresa Filmófono, de sonorització i distribució de pel·lícules.
Després de la guerra civil espanyola va estar exiliat a l'Argentina, on va dirigir la pel·lícula Mi cielo de Andalucía (1942) fins a 1943, en què torna a Espanya. Sis anys més tard funda l'empresa farmacèutica Antibióticos, especialitzada en la producció de penicil·lina. Fins a la fi de la seva vida, es consagraria a la divulgació científica i tècnica.